# Mosquée de Fukuoka

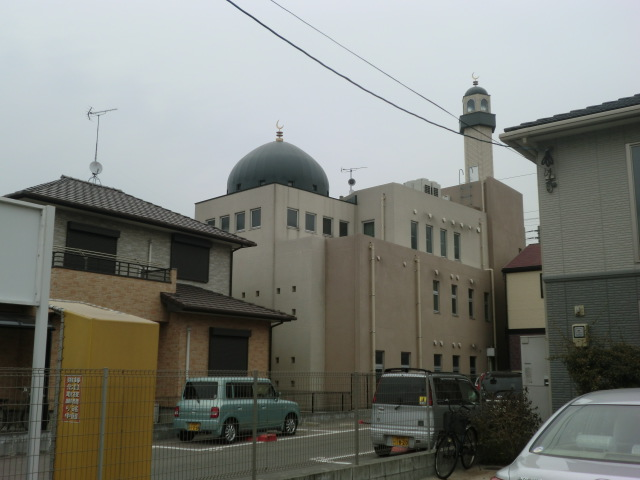
Autre vue de la mosquée de Fukuoka.

La mosquée de Fukuoka, officiellement connue sous le nom de centre culturel islamique Masjid Al Nour de Fukuoka (アン　ヌール　イスラム文化センター　福岡マスジド, An nūru isuramu bunka sentā Fukuoka masujido) est inaugurée le 12 avril 2009 pour servir de lieu de culte à environ 1 000 musulmans vivant dans la préfecture de Fukuoka au Japon, ainsi que pour répondre aux questions des habitants intéressés par l'islam. Elle organise des prières quotidiennes et, occasionnellement, des conversions à l'islam, des mariages musulmans et des enterrements.
La mosquée est librement ouverte aux non-musulmans qui peuvent y regarder les prières, discuter sur des sujets islamiques et culturels, et acquérir des livres sur l'islam.
L'aile culturelle de la mosquée offre des leçons d'arabe pour les hommes, les femmes, ou les enfants, et des cours de cuisine tous les trois mois. Des séminaires y sont également organisés occasionnellement ainsi que des sessions de dialogue.
C'est d'abord l'association des étudiants musulmans de l'université de Kyushu qui a proposé la construction d'une mosquée en 1998, et a lancé une collecte de dons. Un terrain est acheté en 2006, et un plan de construction est présenté. Après une série de discussions avec le voisinage, la construction débute en 2008 et dure presque un an. Le rez-de-chaussée est occupé principalement par la salle de prière des hommes et le premier étage par celle des femmes. Au sous-sol se trouve une salle polyvalente avec une bibliothèque et une cuisine. Le deuxième étage est occupé par des salles de classe et une autre cuisine.
La mosquée est située à Hakozaki, Higashi-ku, dans la ville de Fukuoka, à une minute de marche de la sortie ouest de la gare de Hakozaki (en). 